# Pedro Podestá
Pedro Podestá (Génova, 1825-La Plata, 1902) fue un empresario y comerciante sardo con trayectoria en Uruguay y Argentina.

## Biografía
Pedro Podestá fue el patriarca de la famosa familia de actores y directores que revolucionaron el circo y el teatro argentino a fines del siglo xix.
Llegó a Montevideo en 1840, donde conoció y se casó con la también emprendedora genovesa María Teresa Torterolo, quien había viajado hacia allí en 1842. Juntos tuvieron nueve hijos: Luis, Gerónimo, Pedro, José, Juan Vicente, Graciana, Antonio, Amadeo y Pablo. Estos a su vez le dieron varios nietos que tuvieron trascendencia en el ambiente artístico como Totón Podestá, Blanca Podestá, María Podestá, Aparicio Podestá, entre otros.
De todos los hijos del matrimonio, fueron Luis y Gerónimo los únicos nacidos en Argentina. Los otros nacieron en Montevideo, ya que corriendo el año 1851 el gobierno de Juan Manuel de Rosas había hecho circular el rumor de que si Justo José de Urquiza entraba en la ciudad iba a degollar a todos los "gringos" (extranjeros), por lo que tuvieron que regresar precipitadamente a Uruguay.
Se dedicó íntegramente a lo referido al abastecimiento de carne y luego como propietario de un almacén en el barrio de San Telmo. Junto a su mujer, conformó el tronco del árbol genealógico que dio origen a una popular familia de artistas, entre ellos músicos, pintores y escultores. Estimuló la vocación musical de sus hijos José y Gerónimo, quienes estudiaron con el pianista Antonio Ferreyra.
Respetó a su país de origen, usando la camisa colorada de las milicias garibaldinas hasta su muerte. Tras un largo tiempo viviendo en Uruguay se radicó definitivamente en Argentina, donde falleció en 1902, a los 77 años.